# Christina Christodoulou-Todea
Christina Christodoulou-Todea (n. 13 decembrie 1940, București, România) este o publicistă și traducătoare română.
A studiat la Facultatea de Filologie a Universității din București, secția Limbă și Literatură Engleză, absolvind în 1961. După absolvire a obținut Diploma în Applied Languages și TEFL (Teaching of English as a Foreign Language) de la Universitatea din Essex cu o bursă oferită de Commonwealth (1976). Sosită în 1963 în Cipru, în urma căsătoriei cu profesorul Ch. Christodoulou, Christina se numără printre primii români stabiliți în această țară după proclamarea independenței statului.
A fost profesoară și subdirectoare la liceele din Cipru, unde a predat limba engleză (1963-1989).
În 1989, în urma unui transfer la Serviciile Culturale ale Ministerului Educației și Culturii, preia revista culturală „Cyprus Today”, al cărei redactor-șef rămâne până la pensionare (2000). Între 2002-2010, în baza unui nu contract de colaborare cu Ministerul Educației și Culturii, asigură în continuare conducerea revistei, distribuită diasporei cipriote de Biroul de Informație Publică al Ciprului. Semnătura sa se regăsește în sutele de articole de istorie, literatură, arheologie și artă cipriotă apărute în această publicație.
În 1995 înființează Alianța Românilor din Cipru, prima asociație de solidaritate a acestora cu scopul de a promova spiritualitatea românească. În cadrul acestei instituții a organizat numeroase conferințe, seri literare dedicate unor personalități din cultura românească și festivități care marchează sărbători tradiționale românești. În 2004, cu sprijinul Ambasadei României din Cipru, înființează prima școală românească din diasporă, cu secții în principalele orașe din această țară.
A tradus din limba greacă în limba română Istoria Ciprului de Katia Hadjidemetriou (2004, 2011) și romanele Ascensiunea lui Stylianou de Yannis Katsouris (în colab., 1999), Devoratoarea Iubire de Patrie a lui P.F.K. (2001) de Pannos Ioannidis, Magadalena, Magda, Maggie... (2011) de Elli Paionidou și nuvela Ayia Nappa - pe două nivele (1997) de C. Hadjipappas. A transpus din română în greacă piesa de teatru Unde-i revolverul? de Gábor Görgey (pusă în scenă la Nicosia de Mircea Cornișteanu).
A fost decorată cu Ordinul „Meritul Cultural” în grad de Ofițer categoria F – „Promovarea culturii”, la 23 februarie 2018